# Kasteel Hontzocht

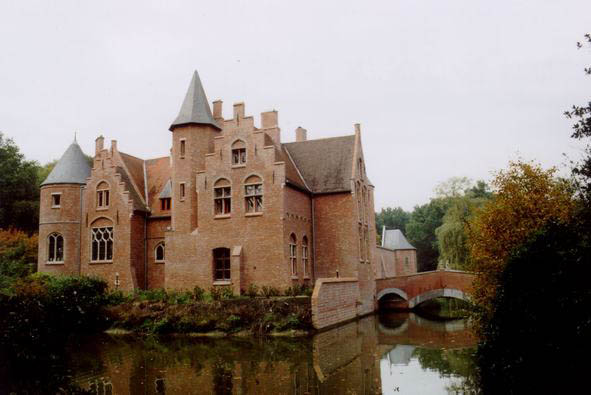
Kasteel Hontzocht in Beernem

Kasteel Hontzocht is een kasteel in de West-Vlaamse plaats Beernem, gelegen aan Reigerlostraat 6.
Dit kasteel werd gebouwd in 1938, in opdracht van het echtpaar baron Paul de Giey (1895-1965) en de letterkundige Suzanne Parmentier (1894-1991). Het ontwerp is van Maurice Vermeersch.
Het bakstenen kasteel is gebouwd in historiserende stijl, verwijzend naar Vlaamse (neo-)renaissance en het werd uitgevoerd als omgracht waterkasteel met stenen boogbrug, een achtkante en een ronde toren en trapgevels.
Het geheel is gelegen in een bosdomein.